# Mária Terézia-sziget

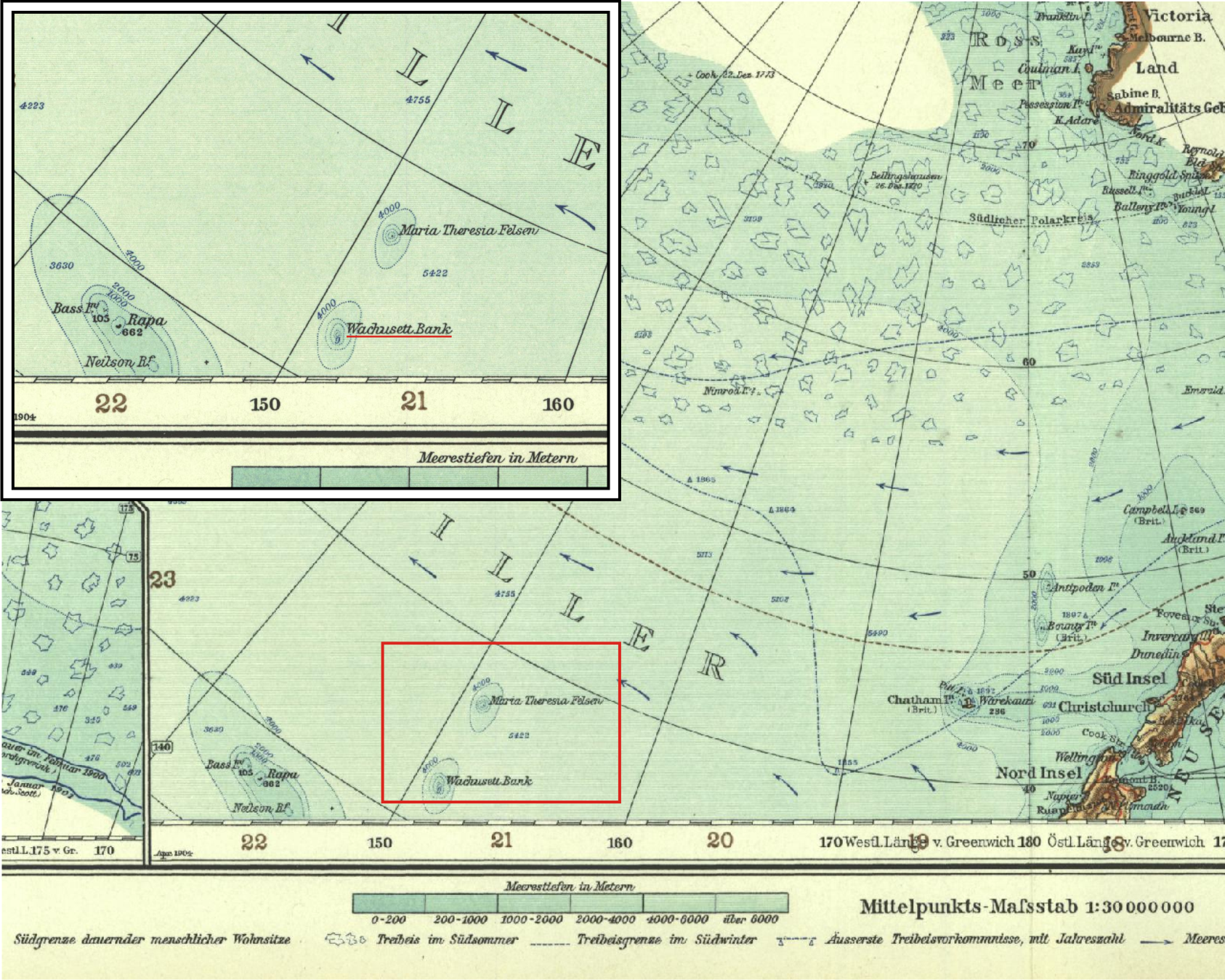
A Mária Terézia zátony "Mária Terézia szikla" névvel egy 1904-es német Antarktisz térképen

A Mária Terézia-sziget nem létező sziget a Csendes-óceán déli részén a francia Tuamotu-szigetektől délre és Új-Zélandtól keletre. A francia térképeken Île Tabor (Tabor-sziget) néven található meg. Sok esetben zátonyként hivatkoznak rá.

## Megjelenés
A Királyi Óceángeográfiai Társaság W. Faden Társaság kiadásában 1817-ben megjelent Hajózási térképen már megtalálható a Mária Terézia-sziget.
1843. november 16-án Asaph P. Taber, a Mária Terézia bálnavadász hajó kapitánya közlése nyomán három napilap is hírt adott az előbb d. sz. 37° 00′ 00″, ny. h. 151° 00′ 00″37.000000°S 151.000000°W, később a d. sz. 37° 00′ 00″, ny. h. 151° 13′ 00″37.000000°S 151.216667°W koordinátáknál található új szigetről. A kapitány naplójának vizsgálata azonban kétségeket ébreszt, az érintett rész két féle olvasta is lehetséges: "saw breakers" vagy "sea breakers", az előző hullámtörést, a második zátonyt jelent.

## Eltűnés
A sziget, zátony környékét az Új-Zélandi HMNZS Tui az 1970-es években átfogóan kutatta, de nem talált sem zátonyt, sem szigetet. A régió mélysége 5 000 méter volt. 1983-ban a kutatást kiterjesztve újra elvégezték a d. sz. 37° 00′ 00″, ny. h. 151° 13′ 00″37.000000°S 151.216667°W és d. sz. 36° 50′, ny. h. 136° 39′36.833333°S 136.650000°W koordináták jelölte területen, de nem találtak az óceánból kiemelkedő, vagy a felszínt száz méterrel megközelítőt sem.
1966-ban Don Miller rádióamatőr fényképet és leírást tett közzé, mely szerint a Mária Terézia-szigeten járt. Hamar kiderült, hogy szándékos félrevezetésről volt szó..
További közeli, a Mária Terézia-zátonnyal egy időben felfedezett zátonyok sem léteznek, ilyen a Jupiter-zátony, a Wachusett-zátony és az Ernest Legouve-zátony. Néhány nyomtatott térkép- és atlaszkiadó még a XXI. században is feltünteti a fiktív zátonycsoportot a Csendes-óceán déli részén.

## A sziget az irodalomban
A sziget legismertebb Jules Verne regényeiből lehet. Ez a sziget fontos szerepelt játszik a Grant kapitány gyermekei (1868), A rejtelmes sziget (1975) és a Nemo kapitány (1870) regényekben. A három műben a sziget pontos helyszíne nem határozható meg egyértelműen, Verne eltérő délköröket használt a koordináták megadásakor, de nem jelezte, hogy épp melyik a kiinduló kör. Verne élt az irodalom engedte pontatlansággal, ezt a következő idézetek is alátámasztják.

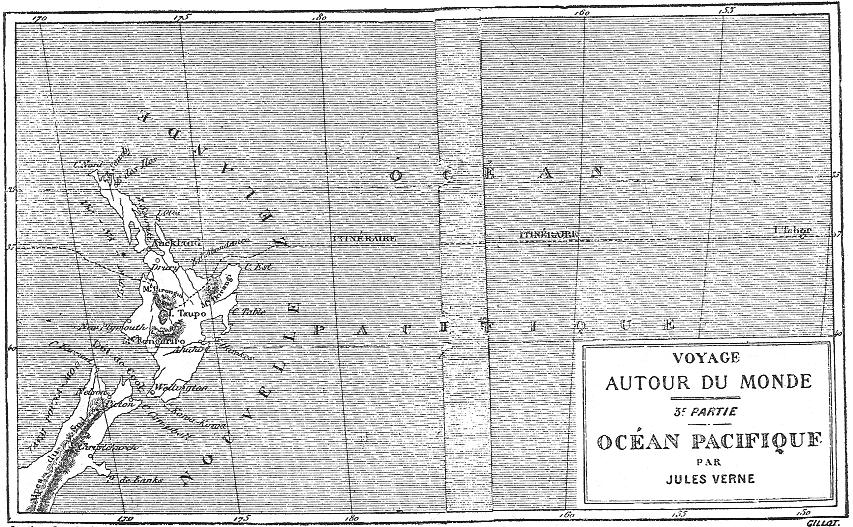
A sziget Jules Verne Grant kapitány gyermekei regényének térképén

A Csendes-óceán kellős közepén, éppen a 37. szélességi fokon, az amerikai partoktól háromezer-ötszáz, Új-Zélandtól ezerötszáz mérföldnyire egy magányos sziklaszirtet találtak, Mária Terézia volt a neve. Északon a francia fennhatóság alatt álló Pomotou-szigetek vannak hozzá legközelebb. Délre, egészen az örök hóval borított déli sarkvidékig, semmiféle szárazföld. Egyetlen hajó sem vesz tudomást erről a magányos szigetről. A világ zaja nem hatol el odáig. Csupán a viharmadarak pihennek meg ott hosszú útjuk közben. Sok térképen nem is szerepel ez a csendes-óceáni sziget.
Ez a sziget voltaképpen egy tenger alatti hegy csúcsa volt, bazaltsziklákkal és vulkáni törmelékekkel borított fennsík. A hegyet a föld kialakulásának első korszakaiban lassacskán emelte a Csendes-óceán színe fölé a föld alatti tűz ereje; a vulkánok évszázadok óta elcsendesedett, betemetett krátere alkotta a szigetet. Azután termőföld keletkezett rajta, az új földön növények honosodtak meg, néhány arra vetődött bálnavadászhajó háziállatokat tett ki a partra: kecskéket, disznókat, s ezek amúgy vadon elszaporodtak, s így az óceánból kiemelkedő magányos kis szigeten képviselve volt a természet mindhárom világa; az ásvány-, a növény- és az állatvilág.
A Mária Terézia-sziget csaknem ismeretlen. Nem volna meglepő, ha a tengerből merült volna fel, azaz vulkanikus eredetű volna.
Már évszázadok óta tudnak a létezéséről, s ez elegendő biztosíték. Mikor a Júlia-sziget előbukkant a Földközi-tengerből, nem maradt sokáig a hullámok felett, néhány hónap múlva el is tűnt.
A sziget körvonalai lassacskán kibontakoztak a látóhatáron. A nyugatra lebukó nap bevilágította szeszélyes formáit. Az alkonyi fényben itt-ott alacsony dombok tűntek fel.
A Mária Terézia-sziget volt az: alacsony partjaival alig emelkedett ki a habokból, úgy sötétlett a messzeségben, akár egy roppant cápa.
A menedéket nyújtó föld puszta sziget volt. Két mérföld hosszú, öt mérföld széles, közepén mintegy harminc fa állott, mezők zöldelltek, s friss vizű forrása szerencsére sohasem apadt ki.